# Hans Howaldt
Hans Howaldt (Kiel, 12 novembre 1888 – Bad Schwartau, 6 settembre 1970) è stato un militare tedesco, distintosi come ufficiale della Kaiserliche Marine imbarcato sui sommergibili durante la prima guerra mondiale, dove venne decorato con l'Ordine Pour le Mérite. Nel corso del conflitto affondò 63 navi mercantili, per un totale di 95.518 tonnellate di stazza, ne danneggiò altre 11 per un totale di 42.819 GRT e ne catturò un'altra per 470 GRT..

## Biografia
Nacque a Kiel il 12 novembre 1888, figlio più giovane del fondatore del cantiere navale Georg Howaldt e della sua terza moglie Helene Bammel. Dopo aver frequentato il Reform-Realgymnasium di Kiel, si arruolò nella Kaiserliche Marine e il 3 aprile 1907 divenne cadetto, passando poi al grado di Fähnrich zur See il 21 aprile 1908. Fu promosso Leutnant zur see il 28 settembre 1910, Oberleunant zur See il 27 settembre 1913 e aiutante di campo sulla nave da battaglia Elsass il 2 agosto 1914. Dopo aver frequentato la scuola sommergibilisti a Mürwik, nel 1916 fu trasferito alla Flottiglia sottomarina delle Fiandre a Zeebrugge dove fu comandante degli U-Boot UC-4, UB-40 e UB-107 nella guerra sottomarina, affondando 76 navi per circa 150.000 tonnellate, principalmente nel canale della Manica. Fu insignito della Croce di Ferro di 2ª e 1ª Classe e ricevette la Croce Anseatica di Amburgo e di Lubecca, nonché la Croce di Cavaliere dell'Ordine di Hohenzollern e l'Ordine della Corona di Prussia di 4ª Classe. Il 23 dicembre 1917 fu insignito dell'Ordine Pour le Mérite e il 18 gennaio 1918 fu promosso Kapitänleutnant. Dopo la fine della prima guerra mondiale si ritirò dal servizio attivo il 6 novembre 1919.
Dopo aver fondato numerose aziende di successo, nel 1931 divenne membro del consiglio di amministrazione e azionista della Heinrich Zeiss (Unionzeiss) AG.
Prese parte ai Giochi della XI Olimpiade del 1936, in qualità di timoniere dell'equipaggio dello yacht Krupp Germania III al largo di Kiel, vincendo la medaglia di bronzo per la Germania nelle regate internazionali della classe 8 metri. La conquista della medaglia d'argento fu sfiorata per un soffio dopo aver raggiunto lo stesso punteggio con lo yacht norvegese 8mR Silija nello spareggio. Nel 1936 acquistò lo yacht 8mR Germania II dal suo compagno di equipaggio Alfried Krupp von Bohlen und Halbach e lo battezzò Inga VIII. La fece trasformare in uno yacht da diporto e la trasferì al Wannsee a Berlino. Lo yacht bruciò verso la fine della guerra, probabilmente a causa di un incendio doloso, in un deposito per imbarcazioni a Potsdam. Il 10 marzo 1937 fu promosso capitano di corvetta della riserva e il 27 agosto 1919 capitano di fregata.
Durante la seconda guerra mondiale, dal 1939 presso lo Seedienst Ostpreußen fu comandante della nave posamine Hansestadt Danzig del Norddeutscher Lloyd, che poi affondò nel 1941, dopo aver urtato una mina. Fu comandante della Hansestadt Danzig per solo due settimane, sostituito quindi da Wilhelm Schroeder. Promosso  capitano di vascello il 1 giugno 1940 prestò poi servizio nell'Oberkommando der Marine.
Dopo la guerra, lui e i suoi figli si dedicarono alla ricostruzione dell'azienda di famiglia Heinrich Zeiss KG. Si spense a Bad Schwartau il 6 settembre 1970.

## Palmarès
| Anno | Manifestazione  | Sede    | Risultato | Gara           |
| ---- | --------------- | ------- | --------- | -------------- |
| 1936 | Giochi olimpici | Berlino | Bronzo    | Classe 8 metri |

### Annotazioni
1. ↑  In quello stesso giorno l'ammiraglio Ludwig von Schröder, comandante del Marinekorps Flandern, ricevette le foglie di quercia sulla Croce dell'Ordine Pour le Mérite.

### Fonti
1. 1 2 3 4 5 6 7 8 9 10  U-Boat.
2. 1 2 3 4 5 6 7 8 9 10 11  Olympics.